# Юр'єва Ізабелла Данилівна
Ізабелла Данилівна Юр'єва (справжнє прізвище — Лівікова; нар. 26 серпня (7 вересня) 1899, Ростов-на-Дону, Область Війська Донського — пом. 20 січня 2000, Москва, РСФСР) — радянська і російська естрадна співачка, виконавиця пісень та романсів (контральто). Народна артистка Російської Федерації (1992). Лауреатка Премії Президента Російської Федерації (2000, посмертно).

## Життєпис
Ізабелла Юр'єва народилася 26 серпня (7 вересня) 1899 року (за паспортом — 25 серпня (7 вересня) 1902) у Ростові-на-Дону в багатодітній єврейській родині. Її батько, Данило Григорович Лівіков, був майстром зі створення театральних капелюхів; мати, Софія Ісаківна, — постижоркою.
З 1920 року Ізабелла Юр'єва навчалася в Петрограді у піаніста і композитора О. В. Таскіна. Дебютний виступ відбувся 1922 року в кінотеатрі «Колізей», де Юр'єва виконала кілька пісень, у тому числі «Злиденну» Олександра Аляб'єва — П'єра-Жана Беранже. Отримала запрошення виступати в московському «Ермітажі».
Того ж року відбулася її перша гастрольна поїздка до Ростова. Крім російських романсів («Жалобно стонет ветер осенний», «Когда по целым дням…», «Только раз бывает в жизни встреча» тощо) включає до програми своїх концертів старовинні циганські пісні («Роща», «Валенки»).
У 1925 році Ізабелла Юр'єва одружилася з юристом Йосипом Аркадійовичем Епштейном (помер у 1971 році), який під творчим псевдонімом Йосип Аркад'єв став її постійним адміністратором, а також автором слів до шлягерів, які вона виконувала «Ласково взгляни», «Весенняя песенка», «Первый бал», «Твои письма», «Если помнишь, если любишь», «Если можешь — прости», «О любви и дружбе» (відповідь на пісню «Дружба», виконувану В. Козіним) та інших.
1925—1926 роки Ізабелла Юр'єва з чоловіком провели у Франції. У Парижі 17 грудня 1925 року народився син Володя. У нього був вроджений порок серця, і малюк, проживши трохи більше року, помер.
У 1929 році брала участь у вечорі циганського романсу в Колонній залі в Москві. За своєрідне виконання циганських пісень Юр'єву стали називати «білою циганкою». Постійними концертмейстерми співачки були Симон Каган, Давид Ашкеназі та Євген Рохлін, записи 1937—1941 років склали диск «Старовинні романси і пісні».
Фонографічний дебют співачки відбувся в 1937 через 15 років після першого виступу. У роки німецько-радянської війни бере участь у шефських концертах на Карельському і Калінінському фронтах. Особливим успіхом у солдатів користуються пісні з раннього репертуару співачки: «Саша», «Когда падают листья» (на музику Євгена Рохліна), «В старом саду», «Белая ночь».
У післявоєнний період співачка була незаслужено забута. Тільки в 1992 році вона, нарешті, була удостоєна звання народної артистки Росії, потім нагороджена орденом «За заслуги перед Вітчизною» IV ступеня (1999).
Ізабелла Данилівна Юр'єва останні роки проживала в Трьохпрудному провулку, в будинку № 8 і померла 20 січня 2000 року в Москві. Похована на Донському кладовищі.
Доля Юр'євої з деякими змінами лягла в основу роману Михайла Шишкіна «Венерине волосся».

## Нагороди
- Орден «За заслуги перед Вітчизною» IV ступеня (6 вересня 1999 року) — за великі заслуги в галузі музичного мистецтва та у зв'язку зі 100-річчям з дня народження[9]
- Почесне звання «Народна артистка Російської Федерації» (25 червня 1992 року) — за великі заслуги в галузі музичного мистецтва[10]
- Премія Президента Російської Федерації у галузі літератури і мистецтва 1999 року (17 лютого 2000 року, посмертно)[11]
- За заслуги у виконавському мистецтві, у червні 1996 року, перед будівлею готелю «Росія», на Площі Зірок естради була відкрита іменна зірка Ізабелли Юр'євої.